# جن سونيو
قالب:Infobox speed skater
جن سونيو (Jin Sun-Yu) هي لاعبة أولمبية لرياضة التزلج السريع للمسافات القصيرة من كوريا الجنوبية. شاركت في الأولمبياد الشتوي في 2006، وفازت بما مجموعه 3 ميداليات.

## الميداليات
| ذهب | فضة | برونز | المجموع |
| 3   | 0   | 0     | 3       |

## روابط خارجية
- جن سونيو على موقع ShortTrackOnLine.info (الإنجليزية)
- جن سونيو على موقع اللجنة الأولمبية الدولية (الإنجليزية)
- جن سونيو على موقع أوليمبيديا (الإنجليزية)